# William Tannen
William Tannen (New York, 31 agosto 1942) è un regista, produttore cinematografico e sceneggiatore statunitense.

## Filmografia parziale

### Regista

#### Cinema
- Eulogy for R.F.K. – cortometraggio (1968)
- Flashpoint (1984)
- Illusione mortale (Deadly Illusion) (1987)
- Un eroe per il terrore (Hero and the Terror) (1988)
- Jack lo squartatore (Love Lies Bleeding) (1999)
- Nessuno sa nulla (Nobody Knows Anything!) (2003)
- The Cutter - Il trafficante di diamanti (The Cutter) (2005)
- Ozzie - Un koala molto speciale (Ozzie) (2006)

#### Televisione
- Tarzan - La grande avventura (Tarzan: The Epic Adventures) – serie TV, 9 episodi (1996-1997)
- Mowgli, il libro della giungla (Mowgli: The New Adventures of the Jungle Book) – serie TV, episodi 1x18-1x23 (1998)
- Una notte di orrore (Night of Terror) – film TV (2006)

### Produttore
- Eulogy for R.F.K., regia di William Tannen – cortometraggio (1968)

### Sceneggiatore
- Fermate ottobre nero (Cover-Up), regia di Manny Coto (1991)